# SCB-125

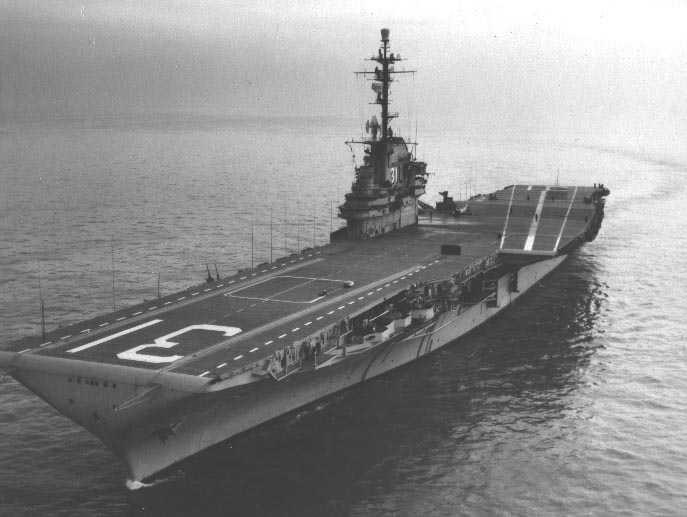
USS Bon Homme Richard với mũi tàu kín chống bão và sàn đáp chéo góc sau khi được cải biến SCB-125.

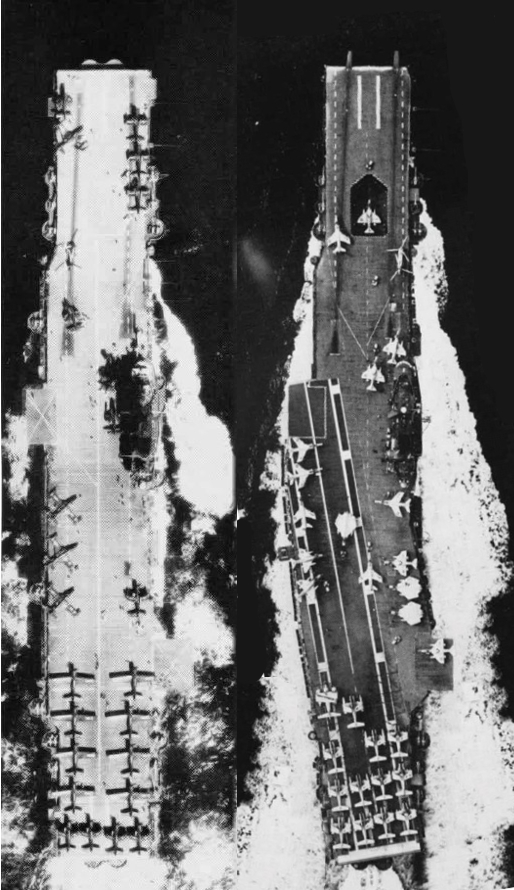
Nhìn từ bên trên chiếc USS Intrepid sau cải biến SCB-27C (bên trái) và sau SCB-125 (bên phải).

SCB-125 là tên gọi của Hải quân Hoa Kỳ cho một loạt những nâng cấp dành cho lớp tàu sân bay Essex, được tiến hành từ năm 1954 đến năm 1959. Các cải tiến bao gồm việc bổ sung một sàn đáp chéo góc cùng những nâng cấp khác nhằm cải thiện việc vận hành bay và nâng cao đặc tính đi biển.

## Các thay đổi chính
Cải biến SCB-125 bao gồm:
- Sàn đáp chéo góc
- Mũi tàu kín chống bão
- Hệ thống gương hạ cánh
- Bộ dây hãm Mark 7
- Bộ phận chỉ huy bay chuyển đến phía cuối đảo cấu trúc thượng tầng
- Hệ thống điều hòa nhiệt độ
- Thang nâng số 1 (phía trước) được kéo dài (cho những chiếc SCB-27C)
- Thang nâng số 3 (phía sau) chuyển từ giữa tàu sang mạn phải (cho những chiếc SCB-27A; là một phần của nâng cấp SCB-27C)

## Lịch sử chương trình
Chương trình SCB (Ship Characteristics Board) 125 thoạt tiên được áp dụng cho ba chiếc tàu sân bay lớp Essex sau cùng sẽ trải qua đợt nâng cấp SCB-27C, trong khi chúng vẫn đang trong quá trình tái trang bị. Cuối cùng mọi chiếc đã nâng cấp SCB-27 đều được hiện đại hóa theo tiêu chuẩn SCB-125, ngoại trừ chiếc  Lake Champlain.

## Danh sách tàu nâng cấp
Nguồn:www.history.navy.mil 
|                                | Chương trình | Xưởng tàu     | Bắt đầu        | Tái biên chế   |
| USS Shangri-La (CVA-38)        | SCB-27C/125  | Puget Sound   | tháng 10, 1952 | tháng 1, 1955  |
| USS Lexington (CV-16)1         | SCB-27C/125  | Puget Sound   | tháng 9, 1953  | tháng 8, 1955  |
| USS Bon Homme Richard (CVA-31) | SCB-27C/125  | Hunters Point | tháng 5, 1953  | tháng 9, 1955  |
| USS Bennington (CVA-20)        | SCB-125      | New York      | tháng 6, 1954  | tháng 4, 1955  |
| USS Yorktown (CVA-10)          | SCB-125      | Puget Sound   | tháng 3, 1955  | tháng 10, 1955 |
| USS Wasp (CVA-18)              | SCB-125      | Hunters Point | tháng 3, 1955  | tháng 12, 1955 |
| USS Randolph (CVA-15)          | SCB-125      | Norfolk       | tháng 8, 1955  | tháng 2, 1956  |
| USS Essex (CVA-9)              | SCB-125      | Puget Sound   | tháng 8, 1955  | tháng 1, 1956  |
| USS Hornet (CVA-12)            | SCB-125      | Puget Sound   | tháng 1, 1956  | tháng 8, 1956  |
| USS Hancock (CVA-19)           | SCB-125      | Hunters Point | tháng 4, 1956  | tháng 11, 1956 |
| USS Kearsarge (CVA-33)         | SCB-125      | Puget Sound   | tháng 7, 1956  | tháng 1, 1957  |
| USS Ticonderoga (CVA-14)       | SCB-125      | Norfolk       | tháng 8, 1956  | tháng 4, 1957  |
| USS Intrepid (CVA-11)          | SCB-125      | New York      | tháng 9, 1956  | tháng 5, 1957  |
| USS Oriskany (CVA-34)          | SCB-125A     | Hunters Point | tháng 1, 1957  | tháng 5, 1959  |

1 Lexington được xếp lại lớp thành CVA sau khi hoàn tất nâng cấp SCB-27C/125